# センター・コア・エリア
センター・コア・エリアは、東京都の首都高速道路中央環状線（C2）内側の地域で、概ね首都を担う東京圏の中核エリアのことを指す。

## 概要
「東京構想2000」で定めるエリアの一つで、東京23区の中央に位置し、日本の政治、経済、文化をリードする中心核としての役割を担う。その半径は東京23区のちょうど半分である。
都心・副都心などの拠点が鉄道や道路によって密接に結びつけられており、それらを中心とするネットワークが形成されている。

## 地域
東京23区のうち、千代田区、中央区、文京区、港区、墨田区、台東区、荒川区の全域と新宿区、江東区、品川区、目黒区、渋谷区、中野区、豊島区、北区、板橋区、足立区、江戸川区の一部がセンター・コア・エリアである。
逆にセンター・コア・エリアに含まれないのは大田区、世田谷区、杉並区、練馬区、葛飾区である。